# Classe Delfim
Ne doit pas être confondu avec Classe Dolphin.
La classe Delfim était une classe de trois sous-marins fabriqués au Royaume-Uni pour la marine portugaise au début des années 1930. Ils ont servi dans la marine portugaise entre 1934 et 1950.

## Conception
Ces sous-marins de taille moyenne ont été commandés dans le cadre du programme naval portugais des années 1930 et construits par Vickers au Royaume-Uni, au chantier naval de Barrow-in-Furness, sur la base de la classe britannique conçue par Vickers-Armstrongs. Ils étaient plus petits que les navires correspondants de la Royal Navy, mais sinon ils étaient identiques aux navires de la Royal Navy dans leur conception et leur apparence, à l’exception d’un canon de pont parfaitement blindé. À cette époque, il s’agissait des sous-marins du plus fort tonnage en service dans la marine portugaise. 
Le rayon d'action des navires était de 5 000 milles marins en surface à 10 nœuds et de 110 milles en plongée à 4 nœuds. À leur vitesse maximale, il était réduit à 2 000 milles en surface et 8 milles en plongée.
Les trois sous-marins de la classe Delfim ont constitué la deuxième escadrille de sous-marins de la marine portugaise. Ils ont servi pendant la Seconde Guerre mondiale. En 1948, ils ont été remplacés par des sous-marins de classe Neptuno.

## Navires de la classe[1]
| Indicatif visuel | Nom       | Chantier naval             | Quille      | Lancement   | Mise en service | Destin                                             |
| ---------------- | --------- | -------------------------- | ----------- | ----------- | --------------- | -------------------------------------------------- |
| D                | Delfim    | Vickers, Barrow-in-Furness | 9 mars 1933 | 1 mai 1934  | 1935            | Radié de la liste des navires dans les années 1950 |
| E                | Espadarte | Vickers, Barrow-in-Furness | 9 mars 1933 | 30 mai 1934 | 1935            | Radié de la liste des navires dans les années 1950 |
| G                | Golfinho  | Vickers, Barrow-in-Furness | 9 mars 1933 | 30 mai 1934 | 1935            | Radié de la liste des navires dans les années 1950 |